# Большое Курейное
Большое Курейное — село в Макушинском муниципальном округе Курганской области. Административный центр Куреинского сельсовета.

## История
До 1917 года центр Куреинской волости Курганского уезда Тобольской губернии. По данным на 1926 год село Курейное состояло из 311 хозяйств. В административном отношении являлась центром Куреинского сельсовета Лопатинского района Курганского округа Уральской области.

## Население
| 1989 | 2002 | 2010 |
| ---- | ---- | ---- |
| 762  | ↘736 | ↘546 |

По данным переписи 1926 года в селе проживал 1481 человек (714 мужчин и 767 женщин), в том числе: русские составляли 99 % населения.